# Vlnice

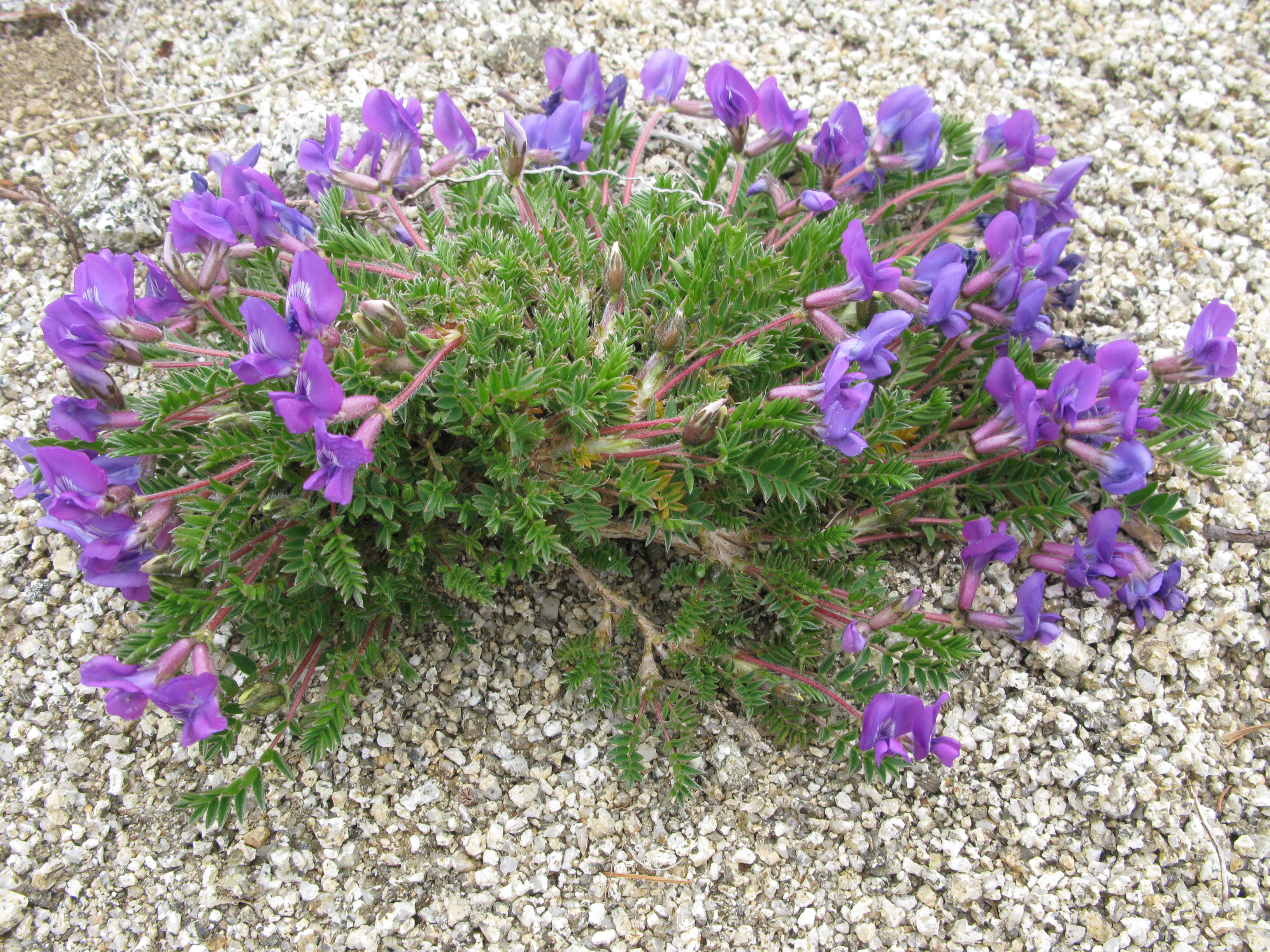
Vlnice Oxytropis japonica

Vlnice (Oxytropis) je rozsáhlý rod rostlin z čeledi bobovité, zahrnující přes 300 druhů. Vlnice jsou byliny a keříky se zpeřenými listy a motýlovitými květy v hroznech. Vyskytují se v Evropě, Asii, Africe a Severní Americe. V České republice roste jediný druh, vlnice chlupatá.

## Popis
Vlnice jsou vytrvalé byliny a keříky s lodyhou nebo pouze s přízemní růžicí listů. Listy jsou většinou lichozpeřené, řidčeji je koncový lístek redukovaný na osten a výjimečně jsou jen jednolisté. Jednotlivé lístky složených listů mohou být vstřícné, střídavé nebo dokonce přeslenité. Palisty jsou nápadné a obvykle vytrvalé, mohou být tenké nebo kožovité, volné nebo přirostlé k řapíku. Květenství jsou řídké až husté hrozny, klasy nebo hlávky nebo jsou květy jednotlivé. Kalich je trubkovitý až zvonkovitý, zakončený 5 vzájemně podobnými zuby. Koruna může mít různé barvy. Tvar pavézy, křídel i člunku je dosti rozmanitý. Pavéza je na vrcholu zakulacená, vykrojená až dvojlaločná. Člunek je zobanitý. Tyčinky jsou dvoubratré, 9 z nich je srostlých a jedna víceméně volná. Semeník je přisedlý až stopkatý, lysý nebo chlupatý. Lusky jsou přisedlé nebo stopkaté, tenké nebo kožovité, obklopené vytrvalým kalichem nebo z něj vyčnívající.

## Rozšíření
Rod vlnice zahrnuje asi 310 druhů. Je rozšířen v Evropě, Asii, Africe a Severní Americe. Největší druhová diverzita je v Asii. Jen v samotné Číně se vyskytuje 133 druhů, z toho je 74 endemitů.
V České republice se vyskytuje jediný druh: vlnice chlupatá. Na Slovensku roste dále vlnice karpatská (Oxytropis carpatica), vlnice Hallerova (Oxytropis halleri) a vlnice náholní (Oxytropis campestris).
V celé Evropě roste dohromady asi 26 druhů vlnic. 10 z nich je rozšířeno výhradně v Rusku, respektive v bývalém SSSR. Většina evropských druhů jsou horské druhy, výjimkou je vlnice chlupatá (Oxytropis pilosa), stepní druh rozšířený od Francie po východní Evropu. Některé vysokohorské druhy jsou zastoupeny v Alpách, Pyrenejích i Karpatech, kde obvykle rostou v subalpínském a alpínském stupni. Náleží mezi ně O. halleri, O. neglecta a O. campestris. V Alpách dále rostou Oxytropis lapponica, O. jacquinii, v jihovýchodní části Alp O. helvetica, O. fetida, O. amethystea a v západních Alpách O. triflora. V montánním stupni Alp roste také O. pilosa. V Pyrenejích rostou druhy O. lapponica, O. amethystea, O. neglecta, O. campestris, O. halleri a endemický druh O. foucaudii. Nejvyšších výšek (až 2900 metrů n.m.) zde dosahují O. neglecta a O. halleri. V Karpatech roste O. carpatica, O. campestris, O. halleri a O. neglecta. Některé další druhy se vyskytují v horách jihovýchodní Evropy, některé druhy se vyskytují také v severní Evropě.

## Taxonomie
Vlnice jsou velmi podobné dalšímu velmi rozsáhlému rodu, kozinci (Astragalus). Hlavní rozlišovací znaky jsou na člunku koruny. Ten je u vlnice zašpičatělý a žilky cévních svazků dosahují až do konce jeho zobanu. 

## Zástupci
- vlnice Hallerova (Oxytropis halleri)
- vlnice chlupatá (Oxytropis pilosa)
- vlnice Jacquinova (Oxytropis jacquinii)
- vlnice karpatská (Oxytropis carpatica)
- vlnice náholní (Oxytropis campestris)

## Význam
Některé druhy vlnic se zřídka objevují mezi skalničkami.